# Архегозавриды
Архегозавриды (лат. Archegosauridae) — семейство темноспондилов из надсемейства Archegosauroidea, живших в пермском периоде (298,9—265 млн лет назад). Отличались удлинёнными мордами, похожими на крокодильи. Также напоминали крокодилов строением тела. Видимо, имели сходный с ними образ жизни.

## Систематика
- Archegosaurus
- Australerpeton
- Bashkirosaurus
- Collidosuchus
- Konzhukovia
- Platyoposaurus
- Prionosuchus

## Галерея

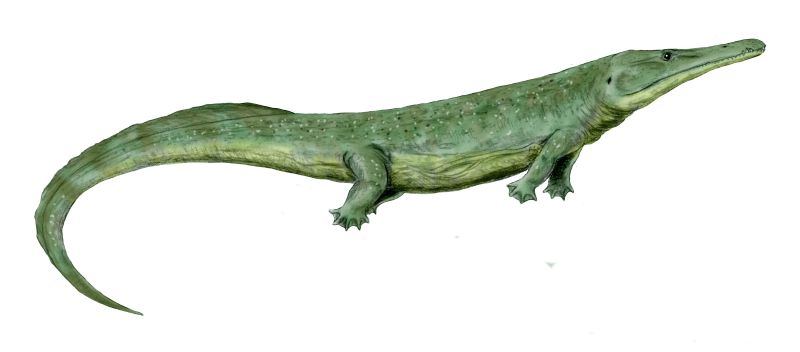
Prionosuchus
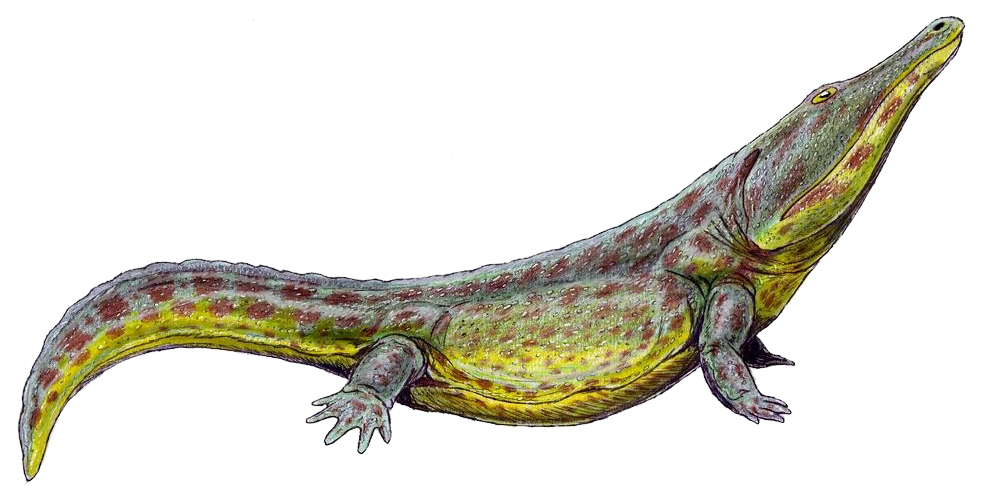
Konzukovia
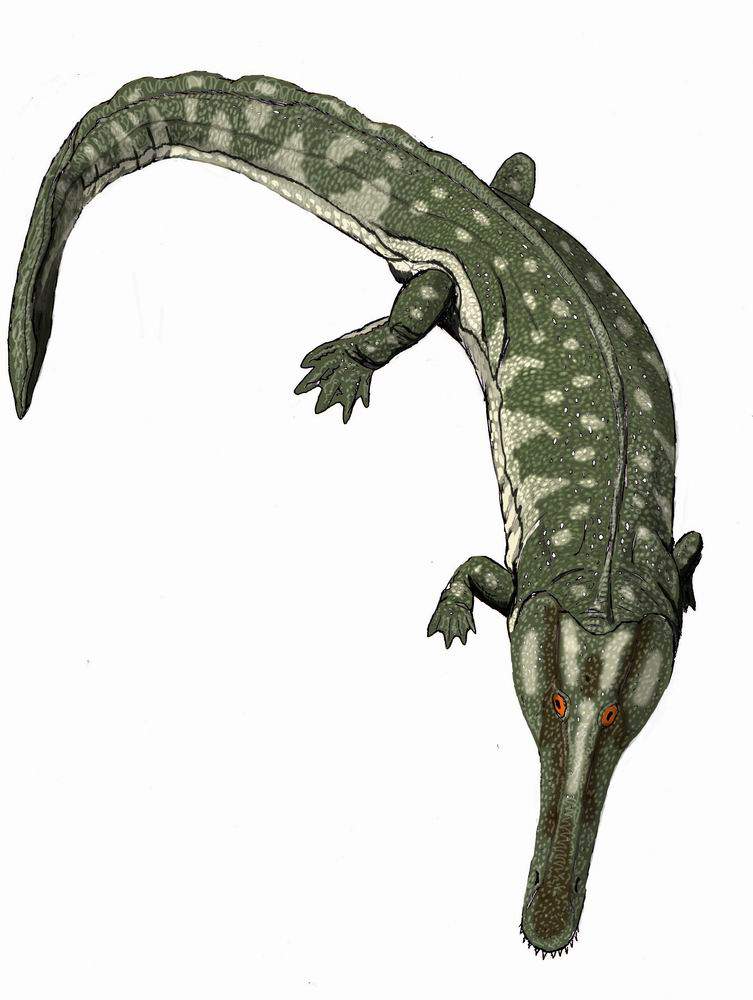
Collidosuchus
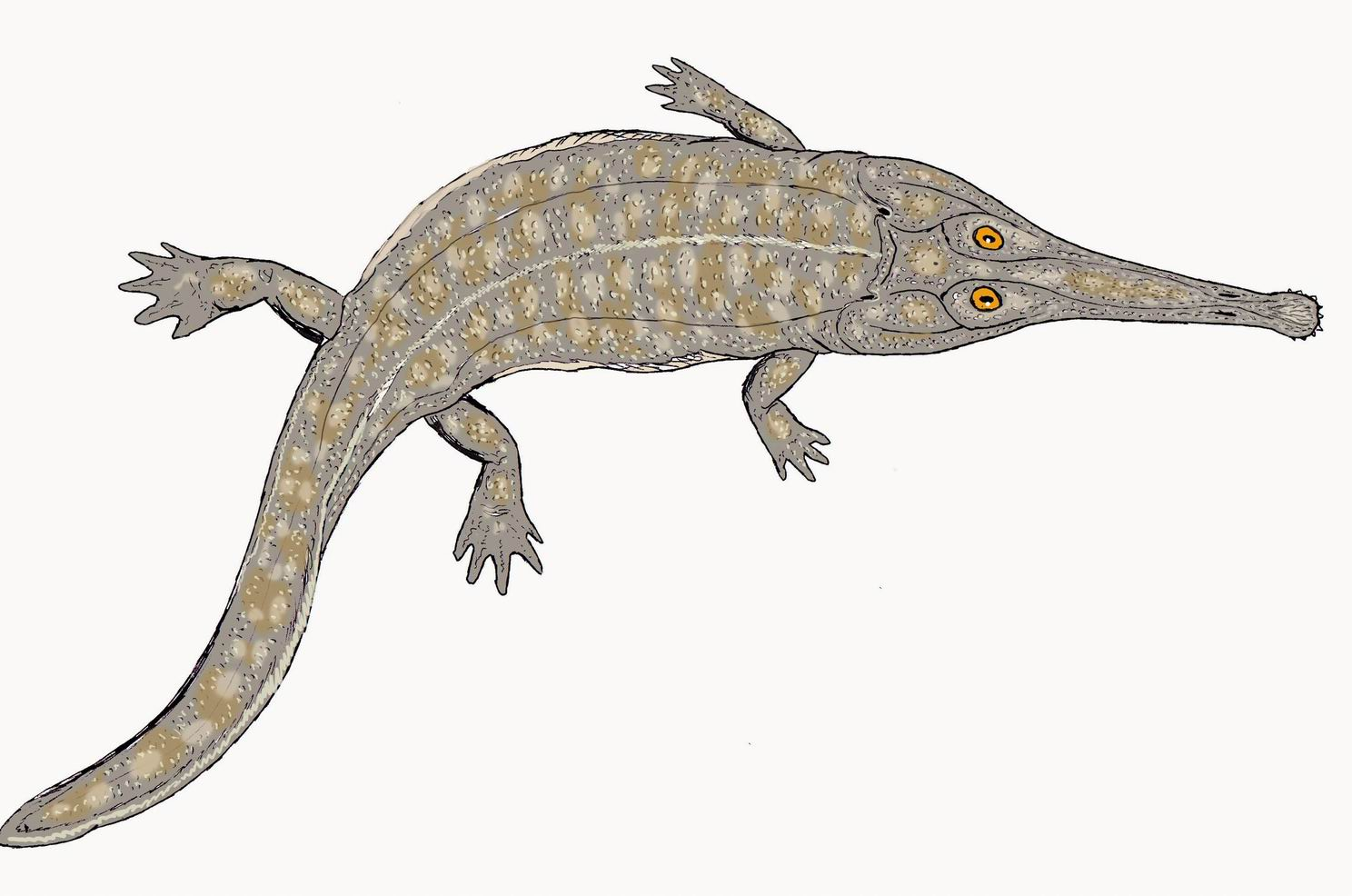
Australerpeton